# CS-100
De CS-100 (Carretera Secundaria 100) is een secundaire weg in Andorra. De weg verbindt Santa Coloma via het zuiden van Andorra la Vella met Escaldes-Engordany en is ongeveer 4,5 kilometer lang.